# 守安功
守安 功（もりやす いさお、1973年9月21日 - ）は日本の実業家。元株式会社ディー・エヌ・エー代表取締役社長。モバゲータウンの仕掛け人。

## 経歴
- 1973年 - 大阪府に生まれる。
- 1992年 - 茨城県立土浦第一高等学校卒業。
- 1998年 - 東京大学大学院工学系研究科航空宇宙工学専攻修了。
- 1998年 - 日本オラクル株式会社入社。
- 1999年 - 株式会社ディー・エヌ・エーにシステムエンジニアとして入社。
- 2004年 - モバイル事業部長。
- 2006年 - 取締役に就任、およびWebコマース事業部管掌を兼任。
- 2007年 - ポータル・コマース事業部長に就任。
- 2011年 - ディー・エヌ・エー創業者・南場智子の退任を受け、同社代表取締役社長に就任[1]。
- 2017年3月 - 著作権侵害など様々な問題が指摘され2016年に閉鎖したディー・エヌ・エーのキュレーション事業の問題に関する第三者委員会の報告を受け、役員報酬を50%減額すると発表した[2][3]。
- 2021年4月 - ディー・エヌ・エー代表取締役社長退任[4]。
- 2021年6月 - じげん社外取締役就任[5]。エディオン社外取締役就任[6]。
- 2021年10月 - タイミー取締役COO就任[7]。
- 2022年3月 - タイミー取締役COO辞任[8]。
- 2022年4月 - じげん社外取締役辞任[9]。エディオン社外取締役退任[10]。